# Sandro Biasotti
Sandro Biasotti (ur. 2 lipca 1948 w Genui) – włoski przedsiębiorca branży transportowej, a także polityk. W latach 2000–2005 prezydent Ligurii, parlamentarzysta.

## Życiorys
Z wykształcenia księgowy. Studiował przez dwa lata ekonomię na Uniwersytecie Bocconi. W 1974 po śmierci ojca przejął kierowanie rodzinną firmą transportową, która pod jego zarządem zaczęła się specjalizować w transporcie z użyciem kontenerów, a w połowie lat 90. stała się jednym z wiodących przedsiębiorstw tej branży. Pod koniec lat 90. Sandro Biasotti sprzedał swoje udziały i zainwestował w salony samochodowe.
Od kwietnia 2000 do kwietnia 2005 sprawował urząd prezydenta Ligurii jako przedstawiciel partii Forza Italia. Nie uzyskał reelekcji na kolejną kadencję. W wyborach w 2008 został z ramienia Ludu Wolności wybrany do Izby Deputowanych XVI kadencji. W 2013 uzyskał reelekcję na XVII kadencję. W 2018 został natomiast wybrany w skład Senatu XVIII kadencji. W 2021 dołączył do nowego ugrupowania Coraggio Italia, a w 2022 przystąpił do formacji Italia al Centro.